# Erythrolamprus fraseri
Erythrolamprus fraseri — вид змій родини полозових (Colubridae). Мешкає в Еквадорі і Перу. Вид названий на честь британського зоолога Луїса Фрейзера.

## Поширення і екологія
Erythrolamprus fraseri мешкають на заході Еквадору та в провінції Уанкабамба в перуанському регіоні П'юра. Вони живуть у вологих тропічних лісах.